# بوخونیکی
بوخونیکی (به لهستانی:  Bohoniki) یک روستا در لهستان است که در گمینا سوکووکا واقع شده‌است. بوخونیکی ۱۰۰ نفر جمعیت دارد.